# 1657
Il 1657 (MDCLVII in numeri romani) è un anno  del XVII secolo.

## Eventi
- A Firenze viene fondata l'Accademia del Cimento.
- Edo, l'attuale Tokyo, viene distrutta da un incendio.
- Compaiono i primi Orologi a pendolo.
- 23 marzo – La Francia di Luigi XIV e l'Inghilterra di Oliver Cromwell che combattono separatamente l'Impero spagnolo di Filippo IV d'Asburgo, firmano il Trattato di Parigi. L'artefice dell'alleanza è il Cardinale Mazarino.
- È in corso la seconda guerra del nord (1655-1660) tra la Polonia-lituania di re Giovanni II Casimiro e l'Impero svedese di re Carlo X. Ad essa partecipano anche il Brandeburgo del Principe elettore del Sacro Romano Impero Federico Guglielmo I di Hohenzollern e la Russia dello Zar Alessio I Romanov, i quali, entrati in guerra inizialmente contro la Polonia-lituania, visto l'accrescere della potenza svedese, si schierano successivamente contro quest'ultima. L'accrescere della Svezia preoccupa anche la Danimarca-Norvegia di re Federico III è quindi anch'essa entra in guerra affiancata dalla sua alleata Province Unite. Cronologia:
  - 1º giugno – La Danimarca-Norvegia dichiara guerra all'Impero svedese.
  - A luglio, Danimarca-Norvegia e Polonia-Lituania firmano un trattato di alleanza in funzione antisvedese.
  - Durante l'estate Carlo X conquista il Ducato di Brema.
  - 19 settembre – Viene firmato il Trattato di Wehlau tra la Polonia-Lituania e il Brandeburgo. Il Trattato prevede il cambio di fronte del Brandeburgo. Dapprima alleato, ora avrebbe dovuto combattere contro la Svezia. In cambio il re di Polonia-Lituania gli avrebbe concesso la Prussia con la clausola che questa sarebbe tornata alla Polonia in caso di estinzione degli Hohenzollern. La cosa si verificò nel 1918, ma la Prussia non tornò sotto la Polonia.
- 19 luglio - 18 agosto – Assedio di Alessandria: Durante l'estate, Alessandria fu lo scenario di un significativo assedio che vide contrapposte le forze militari di Francia e Spagna per il predominio continentale. L'assedio, descritto in molteplici resoconti storici come una battaglia di proporzioni epiche, non riuscì a infrangere le difese di Alessandria, che rimase sotto l'influenza lombarda.
- 6 agosto – Nel corso della guerra contro l'Impero spagnolo, i francesi, dopo un lungo assedio, conquistano Montmédy nei Paesi Bassi spagnoli.
- 24 agosto – La flotta ottomana riconquista le isole di Lemno e Tenedo occupate l'anno prima dai veneziani.
- 3 ottobre – Nel corso della guerra contro l'Impero spagnolo, l'esercito francese comandato dal Turenne conquista Mardyck.
- 13 novembre – A Siena viene fondato il Circolo degli Uniti, il Circolo più antico d'Italia.

## Nati

### Gennaio
- 3 gennaio - Domenico Pelli, architetto e imprenditore svizzero († 1728)
- 9 gennaio - Johann Friedrich II von Alvensleben, politico e diplomatico tedesco († 1728)
- 13 gennaio - Ilario Spolverini, pittore italiano († 1734)
- 17 gennaio - Pieter van Bloemen, pittore e incisore fiammingo († 1720)
- 18 gennaio - Enrico Casimiro II di Nassau-Dietz, nobile († 1696)
- 21 gennaio - Francesco Cupani, botanico italiano († 1710)
- 25 gennaio - Giuseppe Nicola Nasini, pittore italiano († 1736)
- 26 gennaio - William Wake, arcivescovo anglicano inglese († 1737)
- 31 gennaio - Benedetto Falconcini, vescovo cattolico, giurista e scrittore italiano († 1724)

### Febbraio
- 3 febbraio - Francesco Arisi, avvocato, poeta e storico italiano († 1743)
- 8 febbraio - Alessandro Falconieri, cardinale italiano († 1734)
- 9 febbraio - Gaetano Gambacorta, nobile italiano († 1703)
- 11 febbraio - Bernard le Bovier de Fontenelle, avvocato, scrittore e aforista francese († 1757)
- 27 febbraio - Juan Álvaro Cienfuegos Villazón, cardinale e arcivescovo cattolico spagnolo († 1739)

### Marzo
- 1º marzo - Miklós Pálffy, militare ungherese († 1732)
- 6 marzo - Augusta Maddalena d'Assia-Darmstadt, poetessa tedesca († 1674)
- 18 marzo - Giuseppe Ottavio Pitoni, compositore italiano († 1743)
- 20 marzo - Luigi Omodei, cardinale italiano († 1706)
- 24 marzo - Arai Hakuseki, filosofo, scrittore e politico giapponese († 1725)
- 27 marzo - Isaac Papin, religioso, filosofo e teologo francese († 1709)

### Aprile
- 16 aprile - Thomas Fairfax, V lord Fairfax di Cameron, politico britannico († 1710)
- 16 aprile - Otto Friedrich von der Groeben, militare e esploratore prussiano († 1728)
- 28 aprile - Carlo Borromeo Arese, nobile e politico italiano († 1734)

### Maggio
- 1º maggio - Filippo della Torre, vescovo cattolico, antiquario e numismatico italiano († 1717)
- 25 maggio - Henri-Pons de Thiard de Bissy, cardinale e vescovo cattolico francese († 1737)

### Giugno
- 10 giugno - Thierry Ruinart, storico francese († 1709)
- 15 giugno - Domenico Ballati-Nerli, vescovo cattolico italiano († 1748)
- 17 giugno - Louis Ellies Dupin, storico francese († 1719)

### Luglio
- 8 luglio - Abraham de Peyster, politico statunitense († 1728)
- 11 luglio - Federico I di Prussia, sovrano († 1713)
- 12 luglio - Federico Guglielmo III di Sassonia-Altenburg, duca tedesco († 1672)
- 17 luglio - Bianca Teresa Massei Bonvisi, filantropa italiana († 1714)
- 21 luglio - Marcello d'Aste, cardinale e arcivescovo cattolico italiano († 1709)
- 23 luglio - Francesco Paolo Nicolai, arcivescovo cattolico italiano († 1731)
- 24 luglio - Jean-Mathieu de Chazelles, cartografo e astronomo francese († 1710)
- 25 luglio - Philipp Heinrich Erlebach, compositore tedesco († 1714)

### Agosto
- 3 agosto - Domenico Bernini, storico e biografo italiano († 1723)
- 9 agosto - Pierre-Étienne Monnot, scultore francese († 1733)
- 9 agosto - Giulio Resta, vescovo cattolico italiano († 1743)
- 15 agosto - Giovanni Bonaventura Neri Badia, giurista italiano († 1752)
- 25 agosto - Antonio del Giudice, nobile e ambasciatore italiano († 1733)
- 30 agosto - Philipp Peter Roos, pittore tedesco († 1706)

### Settembre
- 10 settembre - Tommaso d'Aquino, vescovo cattolico italiano († 1732)
- 17 settembre - Sof'ja Alekseevna Romanova, nobile russa († 1704)
- 29 settembre - Enrico di Sassonia-Weissenfels-Barby, nobile tedesco († 1728)

### Ottobre
- 1º ottobre - Raimondo Recrosio, vescovo cattolico italiano († 1732)
- 4 ottobre - Francesco Solimena, pittore e architetto italiano († 1747)
- 8 ottobre - Wigerus Vitringa, pittore olandese († 1725)
- 26 ottobre - Filippo di Sassonia-Merseburg-Lauchstädt, duca († 1690)

### Novembre
- 9 novembre - Lord Thomas Howard, nobile inglese († 1689)
- 11 novembre - Guido von Starhemberg, generale austriaco († 1737)
- 12 novembre - Anna Dorotea di Sassonia-Weimar, religiosa tedesca († 1704)
- 26 novembre - William Derham, filosofo, teologo e scienziato inglese († 1735)
- 26 novembre - Michael Bernhard Valentini, medico tedesco († 1729)
- 28 novembre - Filippo Prospero di Spagna, nobile spagnolo († 1661)

### Dicembre
- 2 dicembre - Francesco Antonio di Hohenzollern-Haigerloch, conte tedesco († 1702)
- 15 dicembre - Michel-Richard Delalande, compositore e musicista francese († 1726)
- 15 dicembre - Luigi Tommaso di Savoia-Soissons, militare italiano († 1702)
- 21 dicembre - Catherine Sedley, nobile britannica († 1717)
- 28 dicembre - Domenico Rossi, architetto svizzero († 1737)

### Senza giorno specificato
- Martino Altomonte, pittore italiano († 1745)
- Francesco Aprile, scultore italiano († 1710)
- Cristoforo Benedetti, architetto e scultore italiano († 1740)
- Giorgio Bonola, pittore italiano († 1700)
- Vincenzo Felici, scultore italiano († 1715)
- Charles FitzCharles, I conte di Plymouth, militare inglese († 1680)
- Ferdinando Galli da Bibbiena, architetto e scenografo italiano († 1743)
- Miguel Francisco Guerra, presbitero e politico spagnolo († 1729)
- Elizabeth Villiers, nobile britannica († 1733)
- Jacob de Heusch, pittore e incisore olandese († 1701)
- Jean-Baptiste Nolin, incisore francese († 1725)
- John Norris, filosofo britannico († 1711)
- Vicente Pérez de Araciel y Rada, nobile e politico spagnolo († 1734)
- Christopher Rich, avvocato e impresario teatrale inglese († 1714)
- Jacques Savary des Brûlons, funzionario e scrittore francese († 1716)
- Imre Thököly, nobile e condottiero ungherese († 1705)
- Andrea Tirali, architetto italiano († 1737)
- Sébastien Truchet, matematico, ingegnere e religioso francese († 1729)
- Vincenzo Tuccari, pittore italiano († 1734)
- Joseph Vivien, pittore francese († 1734)
- Wilhelm von Leslie, vescovo cattolico austriaco († 1727)

## Morti

### Gennaio
- 24 gennaio - Claudio di Guisa, nobile (n. 1578)
- 25 gennaio - Adriana Basile, cantante e musicista italiana (n. 1586)
- 29 gennaio - Agostino Lampugnani, religioso e scrittore italiano (n. 1586)

### Febbraio
- 2 febbraio - Nicoletta di Lorena, duchessa (n. 1608)
- 3 febbraio - Bartolomeo Ambrosini, botanico, medico e naturalista italiano (n. 1588)
- 7 febbraio - Cesare Dandini, pittore italiano (n. 1596)
- 8 febbraio - Laura Mancini, nobildonna italiana (n. 1636)
- 10 febbraio - Sebastian Stoskopff, pittore e disegnatore tedesco (n. 1597)
- 24 febbraio - Rudolf von Colloredo, militare e politico austriaco (n. 1585)

### Marzo
- 6 marzo - Modesto Gavazzi, arcivescovo cattolico italiano
- 7 marzo - Hayashi Razan, filosofo e scrittore giapponese (n. 1583)
- 15 marzo - Marie-Françoise Giffard, religiosa francese (n. 1634)
- 17 marzo - Johann Baptist Cysat, gesuita, astronomo e matematico svizzero (n. 1587)
- 22 marzo - Edvige di Holstein-Gottorp, nobile tedesca (n. 1603)
- 24 marzo - Partenio III di Costantinopoli, arcivescovo ortodosso greco
- 26 marzo - Jacob van Eyck, musicista olandese (n. 1590)

### Aprile
- 2 aprile - Ferdinando III d'Asburgo, imperatore (n. 1608)
- 2 aprile - Jean-Jacques Olier, presbitero francese (n. 1608)
- 5 aprile - Eva Cristina di Württemberg, nobile tedesca (n. 1590)
- 24 aprile - Sofia Elisabetta di Schleswig-Holstein, contessa danese (n. 1619)
- 29 aprile - Jacques Stella, pittore francese (n. 1596)

### Maggio
- 7 maggio - Nabeshima Katsushige, militare giapponese (n. 1580)
- 9 maggio - William Bradford, politico britannico (n. 1590)
- 10 maggio - Gustav Horn, militare e politico svedese (n. 1592)
- 15 maggio - Francesco Angelo Rapaccioli, cardinale e vescovo cattolico italiano (n. 1605)
- 16 maggio - Andrea Bobola, gesuita e missionario polacco (n. 1591)
- 17 maggio - Johann Rudolf Pfyffer von Altishofen, ufficiale svizzero (n. 1615)
- 25 maggio - Alessandro Bichi, cardinale e vescovo cattolico italiano (n. 1596)

### Giugno
- 3 giugno - William Harvey, medico inglese (n. 1578)
- 8 giugno - Domenico Panaroli, medico e botanico italiano (n. 1587)
- 16 giugno - Fortunio Liceti, medico, filosofo e scienziato italiano (n. 1577)
- 21 giugno - Jan van Ravesteyn, pittore olandese (n. 1572)
- 26 giugno - Tobias Michael, compositore tedesco (n. 1592)

### Luglio
- 4 luglio - Charles Huault de Montmagny, funzionario francese (n. 1601)
- 10 luglio - Alessandro Antelminelli, nobile, avventuriero e diplomatico italiano (n. 1572)
- 14 luglio - Éléonore de Bergh, nobile belga (n. 1613)
- 14 luglio - Piotr Gembicki, vescovo cattolico polacco (n. 1585)
- 17 luglio - Lazzaro Mocenigo, ammiraglio italiano (n. 1624)
- 17 luglio - Eleonora Maria di Anhalt-Bernburg, principessa tedesca (n. 1600)
- 25 luglio - Bohdan Chmel'nyc'kyj, militare ucraino (n. 1596)

### Agosto
- 8 agosto - Barbaro Jacopo Badoer, ammiraglio italiano (n. 1617)
- 14 agosto - Giovanni Paolo Lascaris di Ventimiglia e Castellar, principe (n. 1560)
- 16 agosto - Pieter Soutman, pittore e incisore olandese
- 17 agosto - Robert Blake, ammiraglio inglese (n. 1599)
- 19 agosto - Frans Snyders, pittore fiammingo (n. 1579)
- 29 agosto - John Lilburne, politico inglese

### Settembre
- 3 settembre - Giovanni Francesco Guerrieri, pittore italiano (n. 1589)
- 5 settembre - Pieter van de Venne, pittore olandese (n. 1615)
- 13 settembre - Jacob van Campen, architetto e artista olandese (n. 1596)
- 13 settembre - Gian Giacomo Manecchia, pittore italiano (n. 1597)
- 15 settembre - Joannicius di Alessandria, arcivescovo ortodosso greco
- 18 settembre - Tommaso Redi, scultore e architetto italiano (n. 1602)
- 26 settembre - Olimpia Maidalchini, principessa italiana (n. 1592)
- 27 settembre - Andrea Argoli, matematico, astronomo e astrologo italiano (n. 1570)
- 28 settembre - Emilia Anversiana di Nassau, nobile (n. 1581)

### Ottobre
- 4 ottobre - Maurizio di Savoia, cardinale e vescovo cattolico italiano (n. 1593)
- 5 ottobre - Bartholomeus Breenbergh, pittore, incisore e disegnatore olandese (n. 1598)
- 9 ottobre - Bernabé Cobo, gesuita, naturalista e scrittore spagnolo (n. 1580)
- 11 ottobre - Filippo Malabayla, religioso e storico italiano (n. 1580)
- 15 ottobre - Hendrik Pot, pittore, disegnatore e miniaturista olandese (n. 1580)
- 20 ottobre - Alessandro Costantini, organista e compositore italiano
- 22 ottobre - Cassiano dal Pozzo, viaggiatore e collezionista d'arte italiano (n. 1588)

### Novembre
- 5 novembre - Carlo II d'Elbeuf, duca francese (n. 1596)
- 7 novembre - Mario Bettini, gesuita, matematico e astronomo italiano (n. 1582)
- 8 novembre - Elia Naurizio, pittore italiano (n. 1589)
- 10 novembre - Giovanni Monaldeschi, nobile e diplomatico italiano (n. 1626)
- 18 novembre - Luca Wadding, francescano e storico irlandese (n. 1588)
- 18 novembre - Ottone di Lippe-Brake, conte tedesco (n. 1589)

### Dicembre
- 7 dicembre - Agostino Centurione, doge (n. 1584)
- 28 dicembre - Borso d'Este, militare italiano (n. 1605)

### Senza giorno specificato
- Ayşe Sultan, principessa ottomana
- Haji Khalifa, storico, geografo e cartografo turco (n. 1609)
- Balthasar van der Ast, pittore olandese
- Giuseppe Badaracco, pittore italiano (n. 1588)
- Giovanni Battista Baiardo, pittore italiano
- David Bailly, pittore olandese (n. 1584)
- Bartolomeo Bianco, architetto italiano (n. 1590)
- Bartolomeo Biscaino, pittore italiano (n. 1629)
- Giovanni Andrea Biscaino, pittore italiano
- Giambattista Bissone, scultore italiano (n. 1597)
- Francesco Bogliano, poeta italiano
- Carlo Borzone, pittore italiano
- Giovanni Battista Borzone, pittore italiano
- Piero Caravita, gesuita italiano (n. 1584)
- Alessandro Casella, scultore e stuccatore svizzero (n. 1596)
- Gian Giacomo Cavalli, poeta italiano (n. 1590)
- Giovanni Luca Chiavari, doge (n. 1573)
- Silvestro Chiesa, pittore italiano (n. 1623)
- Estienne Cleirac, avvocato francese (n. 1583)
- Davide Corte, pittore italiano (n. 1602)
- Orazio De Ferrari, pittore italiano (n. 1606)
- Giacomo De Franchi Toso, doge (n. 1590)
- Gilles De Haes, militare fiammingo (n. 1597)
- Simone Gullì, architetto italiano (n. 1585)
- John Hilton, compositore inglese
- Sauvaire Intermet, compositore francese
- Ali Mardan Khan, nobile e militare curdo
- Giovanni Battista Lercari, doge (n. 1576)
- Franciszek Lilius, compositore polacco (n. 1600)
- Richard Lovelace, poeta inglese (n. 1618)
- Jean Mestrezat, teologo francese (n. 1592)
- Giovanni Battista Monti, pittore italiano
- Antoine Le Métel d'Ouville, commediografo, geografo e ingegnere francese (n. 1589)
- Giunio Palmotta, drammaturgo, poeta e traduttore dalmata (n. 1607)
- Giovanni Battista Primi, pittore italiano
- George Radcliffe, politico britannico (n. 1599)
- Acacio Antonio de Ripoll, giurista spagnolo (n. 1577)
- Geertruydt Roghman, incisore olandese (n. 1625)
- Giuliano Rossi, poeta italiano
- Heinrich Stahl, grammatico estone (n. 1600)
- António Teles de Meneses, politico e militare portoghese (n. 1600)
- Orazio Torriani, architetto italiano (n. 1578)
- Arnold Vinnen, giurista olandese (n. 1588)

## Calendario
| Calendario 1657 | Calendario 1657 | Calendario 1657 | Calendario 1657 | Calendario 1657 | Calendario 1657 | Calendario 1657 | Calendario 1657 | Calendario 1657 | Calendario 1657 | Calendario 1657 | Calendario 1657 | Calendario 1657 | Calendario 1657 | Calendario 1657 | Calendario 1657 | Calendario 1657 | Calendario 1657 | Calendario 1657 | Calendario 1657 | Calendario 1657 | Calendario 1657 | Calendario 1657 | Calendario 1657 | Calendario 1657 | Calendario 1657 | Calendario 1657 | Calendario 1657 | Calendario 1657 | Calendario 1657 | Calendario 1657 | Calendario 1657 | Calendario 1657 |
| --------------- | --------------- | --------------- | --------------- | --------------- | --------------- | --------------- | --------------- | --------------- | --------------- | --------------- | --------------- | --------------- | --------------- | --------------- | --------------- | --------------- | --------------- | --------------- | --------------- | --------------- | --------------- | --------------- | --------------- | --------------- | --------------- | --------------- | --------------- | --------------- | --------------- | --------------- | --------------- | --------------- |
|                 | 1               | 2               | 3               | 4               | 5               | 6               | 7               | 8               | 9               | 10              | 11              | 12              | 13              | 14              | 15              | 16              | 17              | 18              | 19              | 20              | 21              | 22              | 23              | 24              | 25              | 26              | 27              | 28              | 29              | 30              | 31              |                 |
| Gennaio         | Lu              | Ma              | Me              | Gi              | Ve              | Sa              | Do              | Lu              | Ma              | Me              | Gi              | Ve              | Sa              | Do              | Lu              | Ma              | Me              | Gi              | Ve              | Sa              | Do              | Lu              | Ma              | Me              | Gi              | Ve              | Sa              | Do              | Lu              | Ma              | Me              |                 |
| Febbraio        | Gi              | Ve              | Sa              | Do              | Lu              | Ma              | Me              | Gi              | Ve              | Sa              | Do              | Lu              | Ma              | Me              | Gi              | Ve              | Sa              | Do              | Lu              | Ma              | Me              | Gi              | Ve              | Sa              | Do              | Lu              | Ma              | Me              |                 |                 |                 |                 |
| Marzo           | Gi              | Ve              | Sa              | Do              | Lu              | Ma              | Me              | Gi              | Ve              | Sa              | Do              | Lu              | Ma              | Me              | Gi              | Ve              | Sa              | Do              | Lu              | Ma              | Me              | Gi              | Ve              | Sa              | Do              | Lu              | Ma              | Me              | Gi              | Ve              | Sa              |                 |
| Aprile          | Do              | Lu              | Ma              | Me              | Gi              | Ve              | Sa              | Do              | Lu              | Ma              | Me              | Gi              | Ve              | Sa              | Do              | Lu              | Ma              | Me              | Gi              | Ve              | Sa              | Do              | Lu              | Ma              | Me              | Gi              | Ve              | Sa              | Do              | Lu              |                 |                 |
| Maggio          | Ma              | Me              | Gi              | Ve              | Sa              | Do              | Lu              | Ma              | Me              | Gi              | Ve              | Sa              | Do              | Lu              | Ma              | Me              | Gi              | Ve              | Sa              | Do              | Lu              | Ma              | Me              | Gi              | Ve              | Sa              | Do              | Lu              | Ma              | Me              | Gi              |                 |
| Giugno          | Ve              | Sa              | Do              | Lu              | Ma              | Me              | Gi              | Ve              | Sa              | Do              | Lu              | Ma              | Me              | Gi              | Ve              | Sa              | Do              | Lu              | Ma              | Me              | Gi              | Ve              | Sa              | Do              | Lu              | Ma              | Me              | Gi              | Ve              | Sa              |                 |                 |
| Luglio          | Do              | Lu              | Ma              | Me              | Gi              | Ve              | Sa              | Do              | Lu              | Ma              | Me              | Gi              | Ve              | Sa              | Do              | Lu              | Ma              | Me              | Gi              | Ve              | Sa              | Do              | Lu              | Ma              | Me              | Gi              | Ve              | Sa              | Do              | Lu              | Ma              |                 |
| Agosto          | Me              | Gi              | Ve              | Sa              | Do              | Lu              | Ma              | Me              | Gi              | Ve              | Sa              | Do              | Lu              | Ma              | Me              | Gi              | Ve              | Sa              | Do              | Lu              | Ma              | Me              | Gi              | Ve              | Sa              | Do              | Lu              | Ma              | Me              | Gi              | Ve              |                 |
| Settembre       | Sa              | Do              | Lu              | Ma              | Me              | Gi              | Ve              | Sa              | Do              | Lu              | Ma              | Me              | Gi              | Ve              | Sa              | Do              | Lu              | Ma              | Me              | Gi              | Ve              | Sa              | Do              | Lu              | Ma              | Me              | Gi              | Ve              | Sa              | Do              |                 |                 |
| Ottobre         | Lu              | Ma              | Me              | Gi              | Ve              | Sa              | Do              | Lu              | Ma              | Me              | Gi              | Ve              | Sa              | Do              | Lu              | Ma              | Me              | Gi              | Ve              | Sa              | Do              | Lu              | Ma              | Me              | Gi              | Ve              | Sa              | Do              | Lu              | Ma              | Me              |                 |
| Novembre        | Gi              | Ve              | Sa              | Do              | Lu              | Ma              | Me              | Gi              | Ve              | Sa              | Do              | Lu              | Ma              | Me              | Gi              | Ve              | Sa              | Do              | Lu              | Ma              | Me              | Gi              | Ve              | Sa              | Do              | Lu              | Ma              | Me              | Gi              | Ve              |                 |                 |
| Dicembre        | Sa              | Do              | Lu              | Ma              | Me              | Gi              | Ve              | Sa              | Do              | Lu              | Ma              | Me              | Gi              | Ve              | Sa              | Do              | Lu              | Ma              | Me              | Gi              | Ve              | Sa              | Do              | Lu              | Ma              | Me              | Gi              | Ve              | Sa              | Do              | Lu              |                 |